# کمیته المپیک هلند
کمیته المپیک هلند (هلندی: Nederlands Olympisch Comité*Nederlandse Sport Federatie) یک سازمان ورزشی است که نماینده کشور هلند در کمیته بین‌المللی المپیک می‌باشد.
این سازمان که در سال ۱۹۱۲ تأسیس شده مسئول آماده‌سازی و اعزام ورزشکاران به بازی‌های المپیک، بازی‌های المپیک جوانان و بازی‌های اروپایی است.